# 島袋洋奨
島袋 洋奨（しまぶくろ ようすけ、1992年10月24日 - ）は、沖縄県宜野湾市出身の元プロ野球選手（投手）。左投左打。

## 経歴

### プロ入り前
宜野湾市立志真志小学校2年生の時に「志真志ドラゴンズ」で野球を始めた。3年生の時から投手を務めた。嘉数中学校時代は軟式野球部に所属していた。

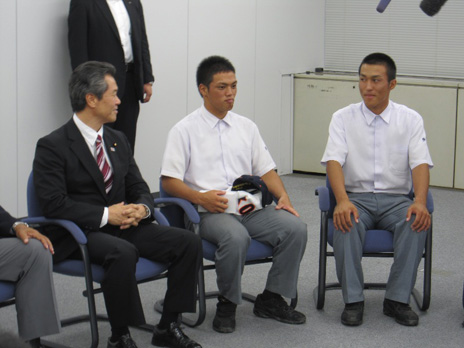
2010年10月、馬淵澄夫内閣府特命担当大臣（沖縄及び北方対策担当）（左）と島袋（右）

沖縄県那覇市にある興南高校へ進学し、1年生の2008年夏にベンチ入りした。同年夏の沖縄大会では、準決勝で沖縄尚学高校と対戦し敗れている。2年生に進級した2009年は、春の第81回選抜高校野球大会で一回戦に8番・投手として先発出場した。その試合では10回を投げ2失点（自責点0）19奪三振の成績だったが、チームは敗退した。夏の第91回選手権大会では、1回戦の今宮健太を擁する明豊高校戦に9番・投手として先発出場した。8回2/3を投げ4失点だったが、同点で迎えた9回の裏に決勝の4点目を失ったことでサヨナラ負けを喫した。3年生時の2010年春に開催された第82回選抜高校野球大会では全5試合に8番・投手で先発した。計46回を投げ8失点（自責点6）、防御率1.17の成績で、チームは春・夏通じて初の甲子園優勝を果たした。同年夏の第92回選手権大会でも全6試合に8番・投手で先発し、計51回を投げ12失点（自責点11）、防御率1.94の成績で、興南高校は沖縄勢では初となる夏の甲子園優勝、そして史上6校目となる甲子園春夏連覇を達成した。これらを記念して大会後に野球部には県民栄誉賞が贈られた。甲子園大会での通算成績は13試合に登板し11勝2敗、防御率1.63だった。通算勝利数11は松坂大輔に並び歴代5位の記録。9月にアメリカで行われた日米親善高校野球大会のメンバーに選ばれ、大会では2試合に先発した。横浜ベイスターズやオリックス・バファローズがこの年のNPBドラフト会議での指名候補にリストアップしたが、9月中に中央大学へ進学する意向であることが明らかにされ、12月9日に同校への合格が発表された。
中央大入学後、1年時の2011年には東都大学野球・春季リーグ戦の開幕戦において、同大ではこの時の同大監督高橋善正以来48年ぶりの新人開幕投手として登板した。4回2/3を投げて4失点（自責点1）で敗戦投手になった。春季リーグでの成績は1勝3敗、防御率はリーグ2位の0.99で新人賞を受賞した。監督が秋田秀幸に代わった2年生時の2012年春も開幕投手に指名されると、延長15回、226球を投げ勝利投手になった。その後の2戦も勝利投手となるが、10日間で3試合、30イニング、441球と現代野球らしからぬ無茶な投球から、3戦目後には左肘内側側副靱帯に血腫ができてしまい、戦線を離脱した。同年9月に故障から復帰し、秋のリーグでの成績は1勝1敗だった。3年生時の2013年は春・秋通算で4勝9敗で負け越し、秋にはイップスを引き起こしてコントロールが乱れ始めてしまう。11月には新主将に任命されたが、4年生時の2014年春季リーグでは4月8日の試合で5連続四死球を出すなどして0勝2敗で、秋季リーグでは不調のため中継ぎに回り、10月16日の試合でこの季初先発初勝利を挙げた。大学通算成績は47試合で312回1/3を投げ12勝20敗、防御率2.16。
2014年秋にプロ志望届を日本学生野球協会へ提出したことから、その年のNPBドラフト会議では、阪神タイガースが指名を検討していることが報じられた。実際には、福岡ソフトバンクホークスから5巡目で指名。契約金4000万円、年俸800万円（金額は推定）という条件で、支配下登録選手として入団した。入団当初の背番号は39。

### プロ入り後
2015年、一軍公式戦には、9月25日の対千葉ロッテマリーンズ戦（QVCマリンフィールド）8回裏に救援でデビューを果たしたことを皮切りに、2試合へ登板した。一軍（パシフィック・リーグ）公式戦に登板できたのはこの年だけであった。二軍（ウエスタン・リーグ）公式戦9試合の登板（通算投球イニング11回）で、1勝0敗1セーブ、防御率2.45を記録。三軍戦では21試合に登板した。
2016年、二軍公式戦31試合の登板（通算投球イニング65回1/3）で、2勝7敗1セーブ、防御率5.51の成績を記録。三軍戦では3試合に登板した。シーズン終了後には、台湾で開催された2016アジアウインターベースボールリーグに、NPBウエスタン選抜の一員として8試合に登板（3先発・5救援）。通算の投球イニングは16回1/3で、3勝0敗1セーブ、防御率2.20という好成績を残した。
2017年、シーズン中の8月29日に、左肘鏡視下関節内遊離体摘出術を受けた。球団では手術後のリハビリを優先させる目的で、11月5日に支配下選手契約の解除を島袋に通告、同月20日に育成選手として再契約した。年俸は現状維持の750万円（金額は推定）で。背番号は143。
2018年、二軍公式戦には6試合に登板。三軍戦では25試合の登板（通算投球イニング84回）で、4勝4敗、防御率2.69を記録した。育成選手に関するNPBの規約で、10月31日に自由契約選手として公示されたが、11月20日に育成選手として再び契約した。
2019年、支配下登録選手への復帰に至らないまま、10月1日に球団から戦力外通告を受けた。同月21日に現役引退を表明。12月2日付で、NPBから自由契約選手として公示された。

### 現役引退後
ソフトバンクの投手時代にアスリートビジョン社製のサポートギア（左肘のサポーターなど）を使用していた縁で、同社の販売員として、東京都内や横浜市内の店舗に勤務。2017年5月に結婚した妻を沖縄県内に残しながら、東京都内で単身赴任生活を送っていた。
しかし、「興南高校で後輩の野球部員を指導したい」という熱意が高じて、高校生時代の恩師であった同校校長の我喜屋優に相談。その結果、2020年3月にアスリートビジョンを退社すると、同年4月1日付で興南高校の職員に採用された。採用の時点では教員免許がなく、硬式野球部での指導に必要な学生野球資格の回復要件も満たしていないため、当面は広報部で事務を担当。職務と並行しながら、保健体育科の教員免許取得を目標に通信教育を受けている。2021年2月5日に学生野球資格回復者として認定され、同月12日の練習より、晴れて同校野球部の指導者として活動を行っている。

## 選手としての特徴
独特のトルネード投法からオーバースローで投げる。これは小学生の時、小柄な体をめいっぱい大きく使うために生み出したといい、プロでもこのスタイルを貫くとしている。直球は大学3年生の時に自己最速となる球速150 km/hを計測した。

## 詳細情報

### 年度別投手成績
| 年 度     | 球 団        | 登 板 | 先 発 | 完 投 | 完 封 | 無 四 球 | 勝 利 | 敗 戦 | セ 丨 ブ | ホ 丨 ル ド | 勝 率 | 打 者 | 投 球 回 | 被 安 打 | 被 本 塁 打 | 与 四 球 | 敬 遠 | 与 死 球 | 奪 三 振 | 暴 投 | ボ 丨 ク | 失 点 | 自 責 点 | 防 御 率 | W H I P |
| --------- | ------------ | ----- | ----- | ----- | ----- | -------- | ----- | ----- | -------- | ----------- | ----- | ----- | -------- | -------- | ----------- | -------- | ----- | -------- | -------- | ----- | -------- | ----- | -------- | -------- | ------- |
| 2015      | ソフトバンク | 2     | 0     | 0     | 0     | 0        | 0     | 0     | 0        | 0           | ----  | 9     | 2.0      | 1        | 0           | 2        | 0     | 0        | 2        | 0     | 0        | 0     | 0        | 0.00     | 1.50    |
| 通算：1年 | 通算：1年    | 2     | 0     | 0     | 0     | 0        | 0     | 0     | 0        | 0           | ----  | 9     | 2.0      | 1        | 0           | 2        | 0     | 0        | 2        | 0     | 0        | 0     | 0        | 0.00     | 1.50    |

### 記録
- 初登板：2015年9月25日、対千葉ロッテマリーンズ23回戦（QVCマリンフィールド）、8回裏に3番手で救援登板、1回無失点
- 初奪三振：同上、8回裏にアルフレド・デスパイネから空振り三振

### 背番号
- 39（2015年 - 2017年）
- 143（2018年 - 2019年）

### 登場曲
- 「Ocean」HY（2015年）
- 「My Way」Def Tech（2016年以降）
- 「カンパイの唄」ケツメイシ（2019年）

### 代表歴
- 2010年日米親善高校野球大会:全日本高校選抜チーム
- 2016アジアウインターベースボールリーグ：ウエスタン・リーグ選抜